# Clematis thaimontana
Clematis thaimontana är en ranunkelväxtart som beskrevs av Michio Tamura. Clematis thaimontana ingår i släktet klematisar, och familjen ranunkelväxter. Inga underarter finns listade i Catalogue of Life.